# Кармел (Калифорния)
Кармел (англ. Carmel), или Кармел-бай-те-Си (англ. Carmel-by-the-Sea), — город в округе Монтерей, штат Калифорния. Расположен в одноимённом заливе на берегу Тихого океана. Основан в 1902 году; статус города приобрёл в 1916 году. По данным переписи 2010 года, в городе проживало 3722 человека.
В 1906 году, после землетрясения в Сан-Франциско, сюда съехались художники, музыканты, фотографы, писатели и другие представители творческих профессий, благодаря которым Кармел превратился в своего рода арт-столицу Калифорнии. Здесь жили все выдающиеся фотографы и писатели того времени, например Джек Лондон и Робинсон Джефферс.
В первую очередь город известен своими живописными пейзажами, артистической богемой, а также красивым зданием миссии Карло Борромео. Кармел также известен несколькими необычными законами, включая запрет на ношение обуви на высоком каблуке без разрешения городской администрации, введенный в действие для предотвращения судебных процессов из-за несчастных случаев при ходьбе на каблуках по неровным мостовым.
В 1986 году мэром города был на два года избран знаменитый актёр и режиссёр Клинт Иствуд.